# Regula Runge
Regula Runge (* 8. Oktober 1989 in Stuttgart) ist eine deutsche BMX-Rennfahrerin.

## Sportlicher Werdegang
Runge begann bereits im Alter von zweieinhalb Jahren mit dem BMX-Fahren, auf der Bahn im heimischen Kornwestheim. In der Jugend fuhr sie zum Training regelmäßig ins weiter entfernte Betzingen, als Juniorin wurde sie vom Radsport-Weltverband UCI für einen Lehrgang am Centre Mondial du Cyclisme ausgewählt.
Sie gewann in ihren Altersklassen regelmäßig den deutschen Meistertitel. Mit dem Ausbau der Bahn an ihrem Wohnort konnte sie vor Ort trainieren und startet inzwischen für den SV Salamander Kornwestheim. In der Elite-Altersklasse gewann sie von 2012 bis 2014 jeweils die deutschen Meisterschaften im BMX-Zeitfahren. In der Hauptdisziplin, dem Einzelrennen, musste sie sich von 2013 bis 2018 jeweils Nadja Pries unterordnen; 2019 gewann sie den Titel. Auch 2021 bis 2025 war sie jedes Jahr deutsche Meisterin.
International gehörte Runge zu den wenigen deutschen Fahrerinnen, die im BMX-Weltcup antraten. Bei den BMX-Rennsport-Europameisterschaften kam sie 2022 auf den zehnten Platz, allerdings endete ihre Saison mit einem schweren Sturz in Assen. Bei den BMX-Rennsport-Weltmeisterschaften 2023 in Glasgow kam sie trotz Verletzung erstmals ins Halbfinale und insgesamt auf den 15. Platz, womit sie Deutschland einen Platz im olympischen BMX-Rennen 2024 verschaffte.